# Скибова зона
Ски́бова зо́на — найбільша тектонічна зона Карпатської покривно-складчастої споруди. 
Займає крайнє зовнішнє положення, простягається вздовж передового насуву Карпат. Для неї характерний розвиток великих тектонічних лусок — скиб (в термінології карпатських геологів), витягнутих на сотні кілометрів з південного заходу на північний схід і насунутих одна на одну з різною амплітудою. Серед них виділяють:
- Берегова скиба
- Орівська скиба
- Сколівська скиба
- Зелем'янки скиба
- Рожанки скиба

В Українських Карпатах Скибова зона утворює могутній безкореневий покрив, який насунутий по Береговому насуву на Передкарпатський передовий прогин і перекриває його значну частину. Середня амплітуда насуву тут становить не менше 15—25 км. Скибова зона складена утвореннями крейдового, палеогенового і частково неогенового віку, в її межах геологи виділяють Верховинську та Славську западини, які виповнені потужною товщею олігоцено-міоценових відкладів (2500—3000 м). За результатами глибокого буріння (свердловина Шевченкове-1), максимальна потужність флішових відкладів Скибової зони перевищує 7700 м.